# Münchsteinach

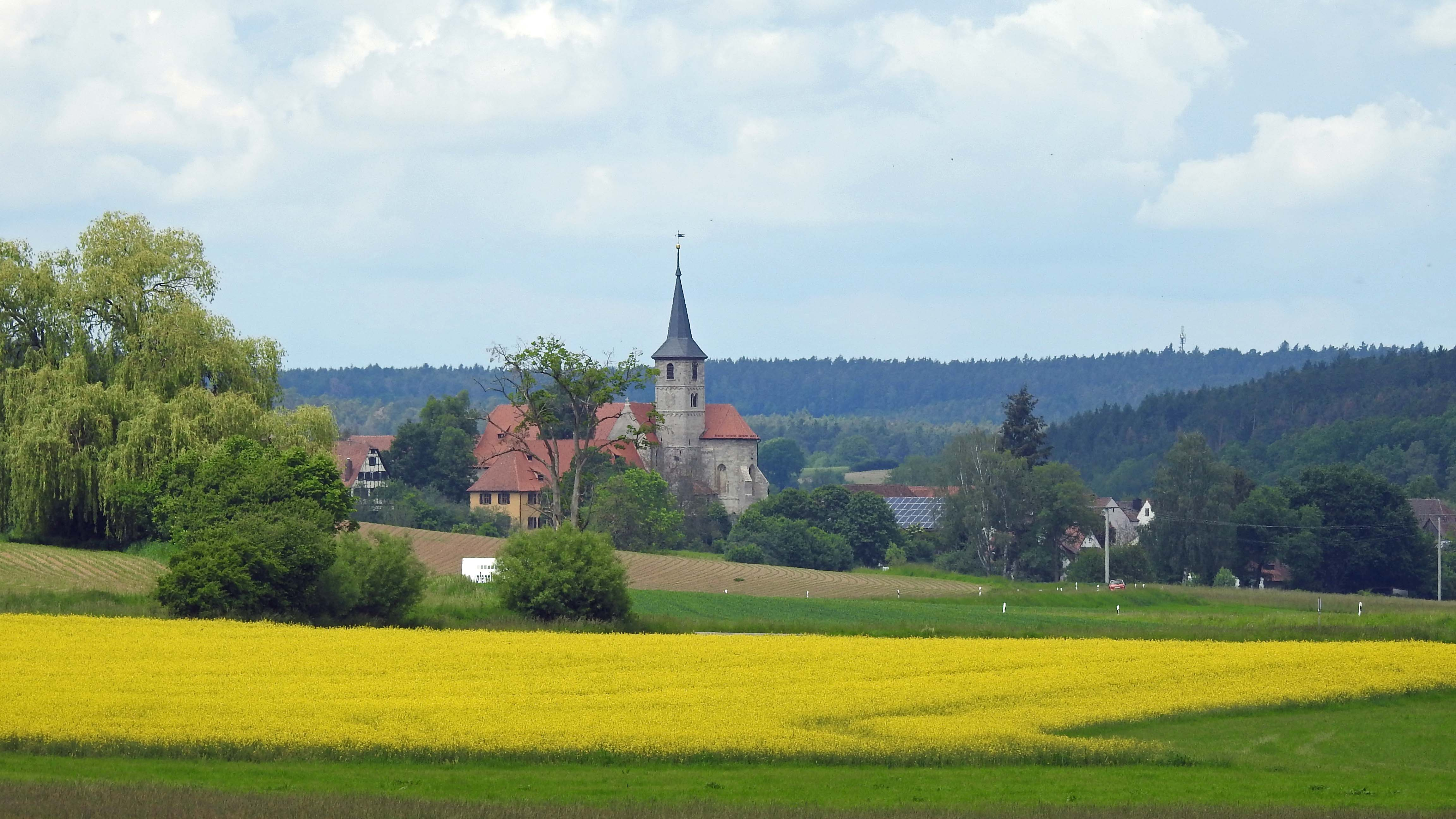
Münchsteinach von Südosten

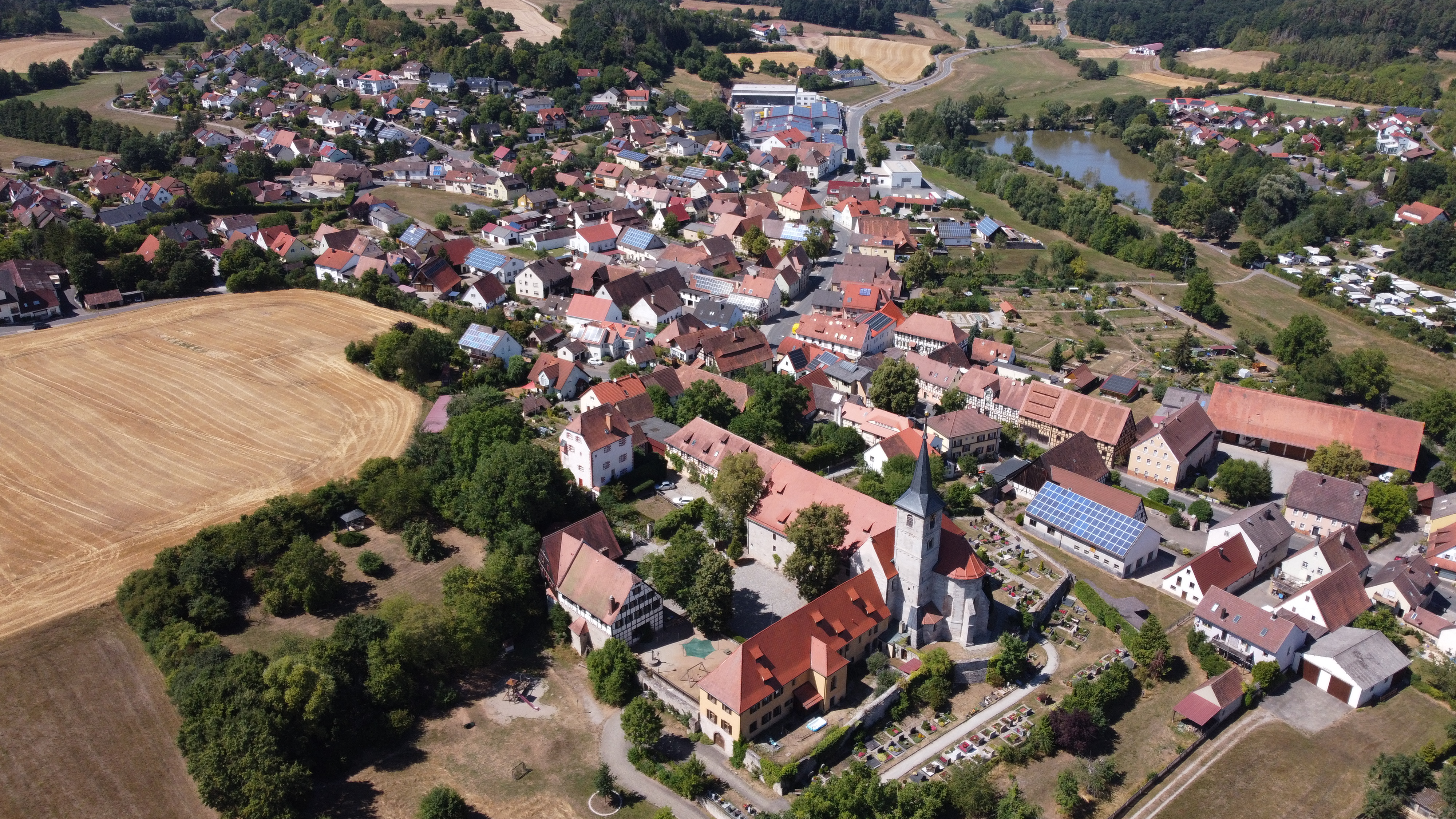
Luftbild von Münchsteinach (2022)

Münchsteinach ist eine Gemeinde im mittelfränkischen Landkreis Neustadt an der Aisch-Bad Windsheim in Bayern und zählt zur Metropolregion Nürnberg.

## Geografie

### Geografische Lage
Die Gemeinde liegt im Südosten des Naturparks Steigerwald etwa 40 km nordwestlich von Nürnberg und rund 50 km südöstlich von Würzburg.

### Nachbargemeinden
Die Nachbargemeinden sind:
- Vestenbergsgreuth
- Uehlfeld
- Gutenstetten
- Diespeck
- Baudenbach
- Markt Taschendorf

(im Uhrzeigersinn, beginnend im Norden)

### Gemeindegliederung
Es gibt acht Gemeindeteile (in Klammern ist der Siedlungstyp angegeben):
- Abtsgreuth (Dorf)
- Altershausen (Kirchdorf)
- Mittelsteinach (Dorf)
- Münchsteinach (Pfarrdorf)
- Neuebersbach (Dorf)
- Pirkachshof (Einöde)
- Undungsmühle (Einöde)
- Weihermühle (Einöde)

Die Agel- und Schneidmühle sind keine amtlich benannten Gemeindeteile.
Es gibt auf dem Gemeindegebiet die Gemarkungen Abtsgreuth, Münchsteinach und Neuebersberg. Die Gemarkung Münchsteinach hat eine Fläche von 10,811 km². Sie ist in 1287 Flurstücke aufgeteilt, die eine durchschnittliche Flurstücksfläche von 8400,35 m² haben. In ihr liegt neben dem namensgebenden Ort der Gemeindeteil Weihermühle.

## Geschichte

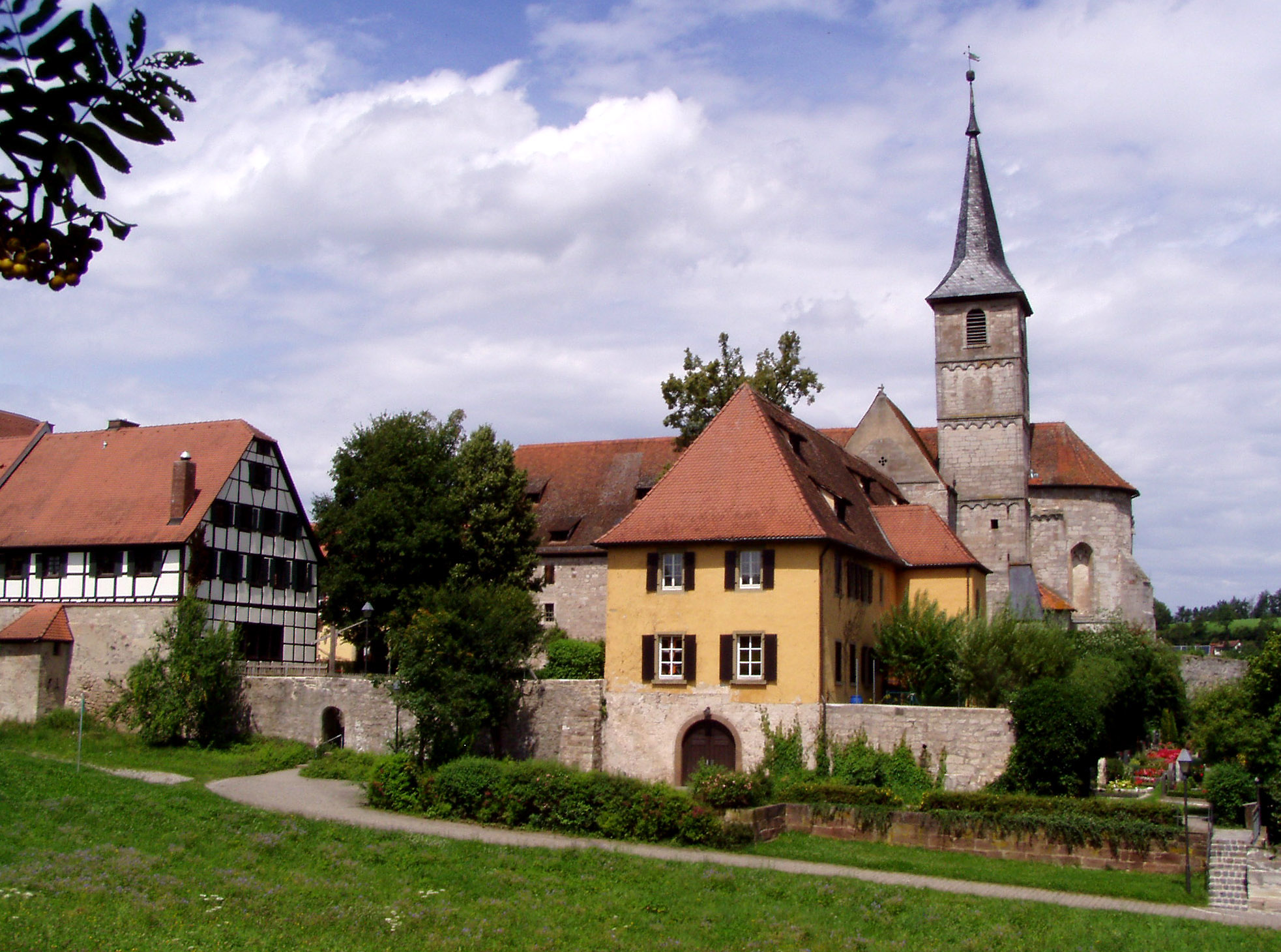
Die ehemalige Klosteranlage von Münchsteinach mit Münchsteinacher Münster

### Bis zur Gemeindegründung
In Münchsteinach befinden sich, erstmals beschrieben 1832, Überreste eines Hügelgräberfeldes aus der Hallstattzeit (etwa 500 v. Chr.), das sogenannte „Keltenareal“. Dort wurde zu Beginn des 21. Jahrhunderts im Münchsteinacher Gemeindewald ein sogenannter Keltischer Baumkreis angelegt und ein keltisches Hügelgrab nachgebaut (Die historischen Gräber sind nicht mehr sichtbar).
In einer Urkunde des Jahres 912 wurde erwähnt, dass König Konrad I. dem Abt Dracholf von der Abtei Schwarzach u. a. den Ort „Steinaha“ schenkt. Demnach wäre der Ort ursprünglich ein Königsgut gewesen. Allerdings ist unklar, ob mit „Steinaha“ Münchsteinach oder Steinach an der Ens gemeint ist. 1102 gründeten die Herren von Steinach das Benediktinerkloster Steinach. Der erste eindeutige Beleg findet sich in einer Urkunde, die im Zeitraum zwischen 1103 und 1139 entstand: Darin wird der Ort „Steina“ genannt. Der Ortsname leitet sich vom gleichnamigen Gewässernamen ab, der einen steinigen Bach bezeichnet.
Die Vogtei über das Kloster kam spätestens 1265 über König Konradin an die Burggrafen von Nürnberg und späteren Markgrafen von Brandenburg-Kulmbach. Während der Zeit der Stammesherzogtümer lag der Ort im Herzogtum Franken. In der Klosterkirche begraben wurde 1347 der ab 1298 als Klostervogt amtierende Konrad Heider von Dachsbach, der bereits 1294 als Vogt von Neustadt urkundlich erwähnt worden war. Im Bauernkrieg 1525 wurden Kirche und Kloster zerstört, das Kloster 1528 im Zuge der Reformation säkularisiert und dort ein markgräfliches Klosteramt eingerichtet, das bis 1792 bestand. Seit 1530 ist Münchsteinach eine evangelische Pfarrei und eigenständige Kirchengemeinde. Während des Dreißigjährigen Krieges kam es auch in Münchsteinach zu Überfällen, Plünderungen und Brandstiftungen, Folterungen sowie zur Ermordung des Pfarrers Waldmann. Nach dem Ende des Dreißigjährigen Krieges ließen sich hier zahlreiche protestantische Glaubensvertriebene aus Österreich nieder, die in ihrer neuen Heimat maßgeblich zum Wiederaufbau beitrugen. Von 10. Dezember 700 bis 1732 war das Klosteramt Münchsteinach (zusammen mit Schornweisach, Gutenstetten und Baudenbach) vom Markgrafen an das Bistum Würzburg verpfändet. Die Wiedereinlösung erfolgte gegen Zahlung von 280.000 Gulden.
Gegen Ende des 18. Jahrhunderts gab es in Münchsteinach 48 Anwesen (Amtshaus, Kirche, Pfarrhaus, 1 Hof, 1 Halbhof, 2 Huben, 3 Mühlen, 1 Schmiede, 1 Schenkstatt, 1 Badstube, 8 Güter, 2 Halbgüter, 2 Gütlein, 13 Sölden, 1 Halbgut, 2 Tropfhäuslein, 2 halbe Tropfhäuslein, 4 Häuser, 2 halbe Häuser). Das Hochgericht übte das brandenburg-bayreuthische Stadtvogteiamt Neustadt an der Aisch aus. Die Dorf- und Gemeindeherrschaft und die Grundherrschaft über alle Anwesen hatte das brandenburg-bayreuthische Klosteramt Münchsteinach.
Durch den Pariser Vertrag von 1810 unter Napoleon fiel Münchsteinach als Teil des preußischen Fürstentums Bayreuth im Frieden von Tilsit 1807 an Frankreich und wurde 1810 Bayern verkauft. Im Rahmen des Gemeindeedikts wurde 1811 der Steuerdistrikt Münchsteinach gebildet, zu dem Abtsgreuth, Agelmühle, Höfen, Mittelsteinach, Mönchsberg, Roßbach, Undungsmühle und Weihermühle gehörten. 1813 wurde die Ruralgemeinde Münchsteinach gebildet, die deckungsgleich mit dem Steuerdistrikt war. Mit dem Zweiten Gemeindeedikt (1818) entstanden daraus vier Ruralgemeinden:
- Abtsgreuth mit Mittelsteinach und Undungsmühle;
- Mönchsberg mit Höfen;
- Münchsteinach mit Agel- und Weihermühle;
- Roßbach.[15][16]

Die Gemeinde Münchsteinach war in Verwaltung und Gerichtsbarkeit dem Landgericht Neustadt an der Aisch zugeordnet und in der Finanzverwaltung dem Rentamt Neustadt an der Aisch (1919 in Finanzamt Neustadt an der Aisch umbenannt, seit 1972 Finanzamt Uffenheim). Ab 1862 gehörte Münchsteinach zum Bezirksamt Neustadt an der Aisch (1939 in Landkreis Neustadt an der Aisch umbenannt). Die Gerichtsbarkeit blieb beim Landgericht Neustadt an der Aisch (1879 in das Amtsgericht Neustadt an der Aisch umgewandelt). Die Gemeinde hatte eine Gebietsfläche von 6,647 km².

### Eingemeindungen
Im Zuge der Gebietsreform in Bayern wurden am 1. Januar 1972 die Gemeinden Abtsgreuth und Neuebersbach sowie Teile der aufgelösten Gemeinde Altershausen eingegliedert.

### Einwohnerentwicklung
Im Zeitraum 1988 bis 2018 sank die Einwohnerzahl von 1359 auf 1339 um 20 Einwohner bzw. um 1,5 %.
Gemeinde Münchsteinach
| Jahr      | 1818   | 1840   | 1852   | 1861   | 1867   | 1871   | 1875   | 1880   | 1885   | 1890   | 1895   | 1900   | 1905   | 1910   | 1919   | 1925   | 1933   | 1939   | 1946   | 1950   | 1961   | 1970   | 1987   | 2007   | 2012   | 2016   |      |      |
| Einwohner | 425    | 491    | 479    | 462    | 476    | 504    | 515    | 506    | 559    | 565    | 534    | 510    | 505    | 534    | 495    | 481    | 476    | 507    | 481    | 703    | 673    | 636    | 584    | 657    | 1329   | 1425   | 1369 | 1346 |
| Häuser    | 75     | 86     |        |        |        | 83     |        |        | 94     | 88     |        | 100    |        |        |        | 100    |        |        |        | 108    | 116    |        | 380    |        |        | 499    |      |      |
| Quelle    | [ 21 ] | [ 22 ] | [ 23 ] | [ 24 ] | [ 25 ] | [ 26 ] | [ 27 ] | [ 28 ] | [ 29 ] | [ 30 ] | [ 23 ] | [ 31 ] | [ 23 ] | [ 32 ] | [ 23 ] | [ 33 ] | [ 23 ] | [ 23 ] | [ 23 ] | [ 34 ] | [ 18 ] | [ 35 ] | [ 36 ] | [ 37 ] | [ 37 ] | [ 37 ] |      |      |

Ort Münchsteinach
| Jahr      | 001818 | 001840 | 001861 | 001871 | 001885 | 001900 | 001925 | 001950 | 001961 | 001970 | 001987 | 002014 |
| Einwohner | 409    | 477    | 463    | 496    | 536    | 496    | 468    | 658    | 577    | 653    | 808    | 911    |
| Häuser    | 72     | 84     |        |        | 89     | 98     | 98     | 106    | 114    |        | 214    |        |
| Quelle    | [ 21 ] | [ 22 ] | [ 24 ] | [ 26 ] | [ 29 ] | [ 31 ] | [ 33 ] | [ 34 ] | [ 18 ] | [ 35 ] | [ 36 ] | [ 38 ] |

### Religionen
Zur evangelisch-lutherischen Kirchengemeinde Münchsteinach gehören die Gemeindeteile Abtsgreuth, Neuebersbach und Münchsteinach. Altershausen hat eine eigene Kirche, die eine Filiale von Kleinweisach ist. Im Münchsteinacher Münster (Winterkirche im Gemeindehaus) ist jeden Sonntag Gottesdienst, neuerdings auch regelmäßige Abendgottesdienste in moderner Form.

## Politik

### Gemeinderat
Der Gemeinderat hat ohne den Bürgermeister zwölf Mitglieder.
|      | Bürgerforum | Freie Wähler Altershausen | Freie Wähler Neuebersbach | Gesamt   |
| 2014 | 8           | 3                         | 1                         | 12 Sitze |
| 2020 | 8           | 3                         | 1                         | 12 Sitze |

### Bürgermeister
Hauptamtlicher Erster Bürgermeister ist seit 1. Mai 2008 Jürgen Riedel (Bürgerforum). Vorgängerin war seit 1. Mai 2002 Ursula Schenke (Bürgerblock).

### Verwaltung
Die Gemeinde ist Mitglied der Verwaltungsgemeinschaft Diespeck.

## Wappen und Flagge
Wappen
| Wappen von Münchsteinach | Blasonierung: „Gespalten von Silber und Gold; vorne am Spalt ein halber, gold bewehrter roter Adler mit goldenem Kleeblattbogen auf dem Flügel, hinten ein stehender schwarz gekleideter Benediktinermönch.“ |
| Wappen von Münchsteinach | Wappenbegründung: Der halbe rote Adler ist das brandenburgische Wappenbild in geminderter Form. Er erinnert an die lang währende Grund- und Landesherrschaft der Markgrafen von Brandenburg-Ansbach in Münchsteinach. Der Benediktinermönch weist auf das einstige Kloster und steht zugleich redend für den Ortsnamen. Die Gemeinde Münchsteinach führt seit 1956 ein Wappen. |

Flagge
Die Gemeindeflagge ist rot-weiß.

## Kultur und Sehenswürdigkeiten

### Baudenkmäler
Das romanische Münster und das ehemalige Benediktinerkloster auf dem Kirchberg von Münchsteinach sind die Sehenswürdigkeiten des Steigerwaldortes. Von dem im Jahr 1102 gegründeten und 1180 vollendeten Klosterensemble ist lediglich die Abteikirche St. Nikolaus erhalten, eine romanische Pfeilerbasilika mit ursprünglich zwei Chortürmen, von denen nur einer die Zeiten überdauert hat. Die Abteikirche und die Konventsgebäude wurden in den Wirren von Kriegen und Reformation teilweise zerstört, Kirche und Kloster später säkularisiert. Der Ostteil der Kirche mit Chor, Kreuzarmen und Vierung diente der inzwischen evangelischen Gemeinde als Kirchenraum, das Langhaus wurde als Scheune benützt.
 Erst eine aufwändige Renovierung von 1965 bis 1970 ließ den Raum wieder in seiner schlichten mittelalterlichen Schönheit erstehen.
Das südliche Konventsgebäude stammt aus dem 15. Jahrhundert und dient der Gemeinde heute als Rathaus und Kindergarten.

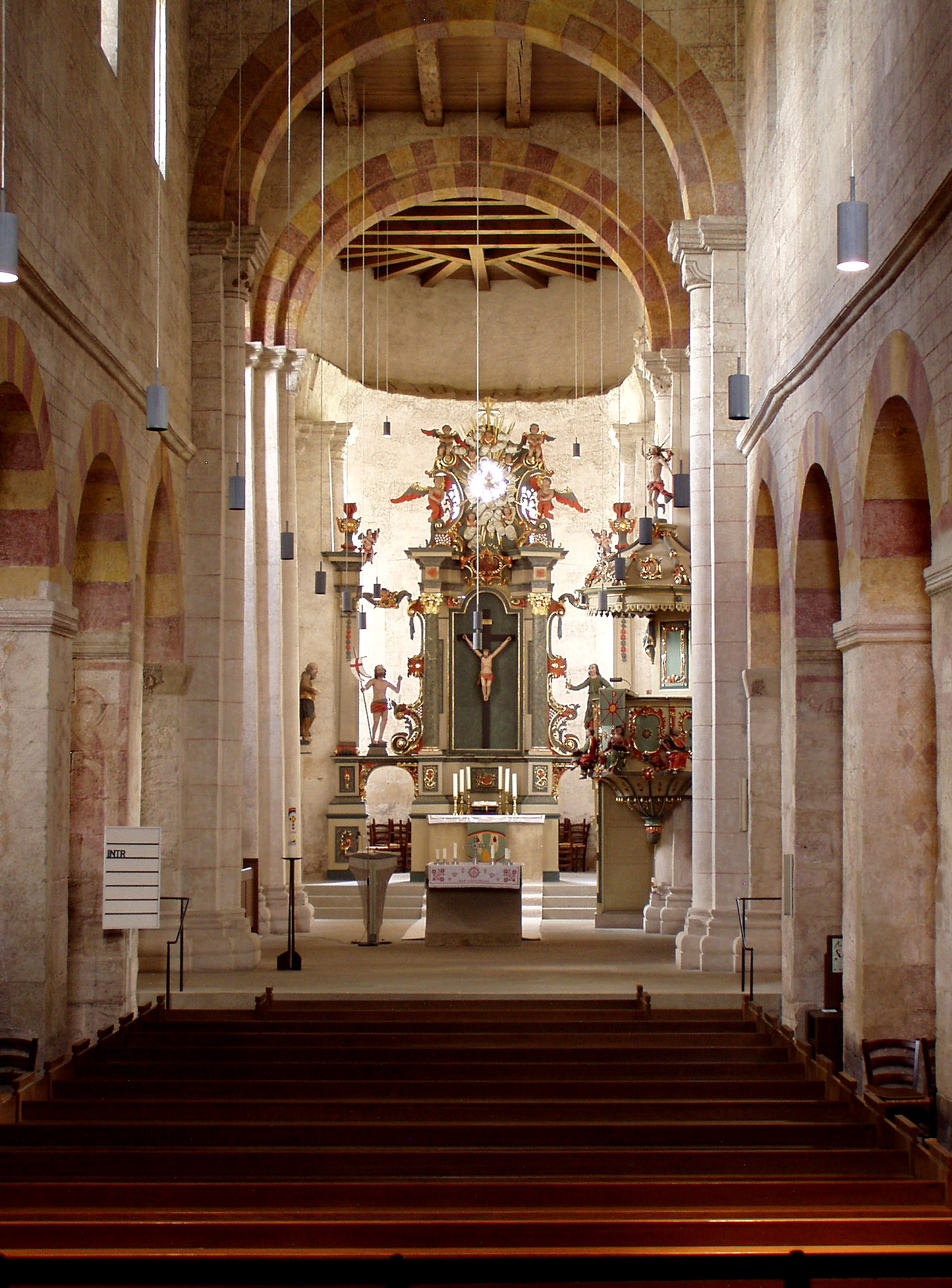
Romanisches Langhaus mit Barockaltar, Münchsteinacher Münster
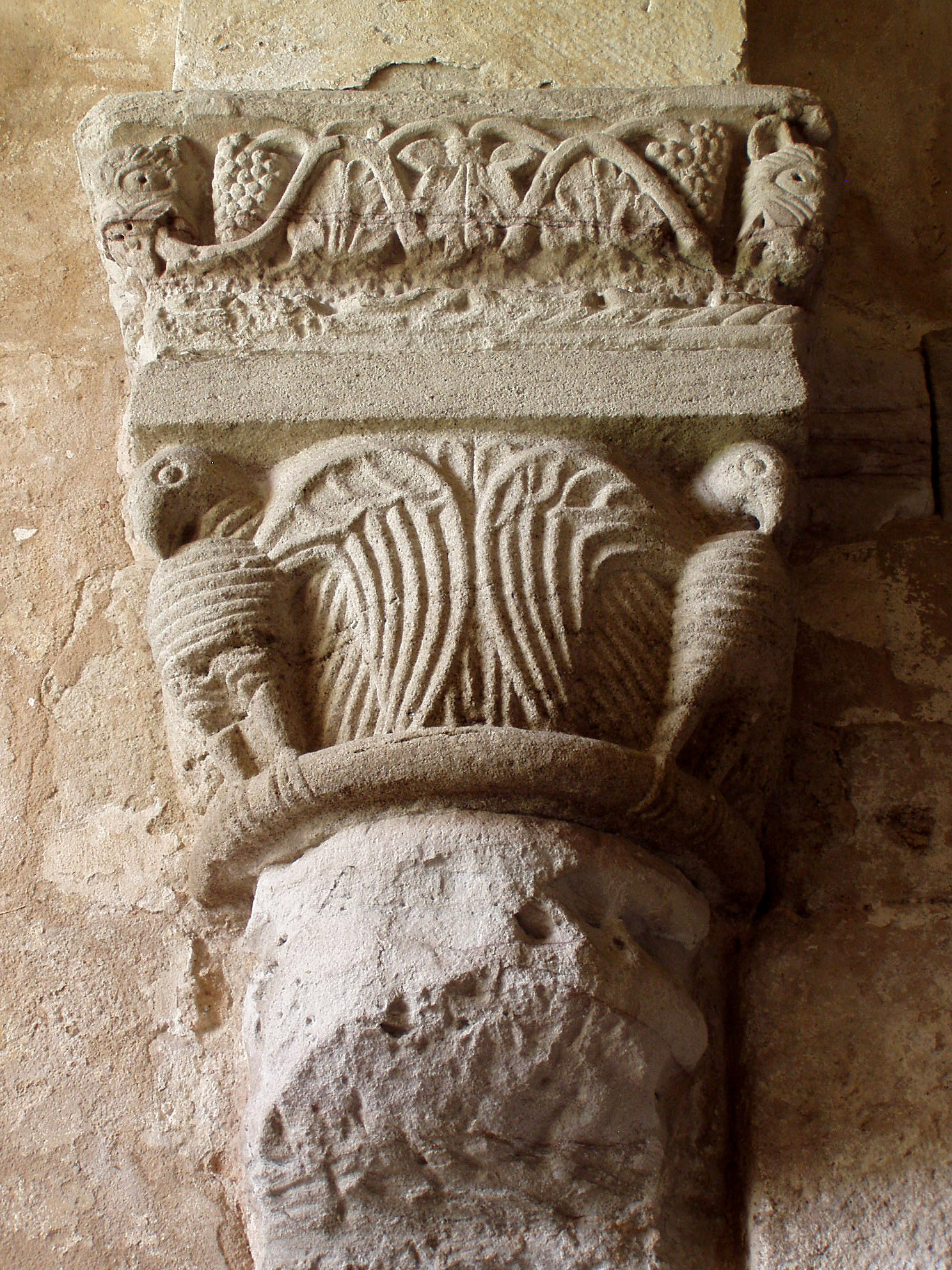
Romanisches Adlerkapitell, Taufkapelle Münchsteinacher Münster
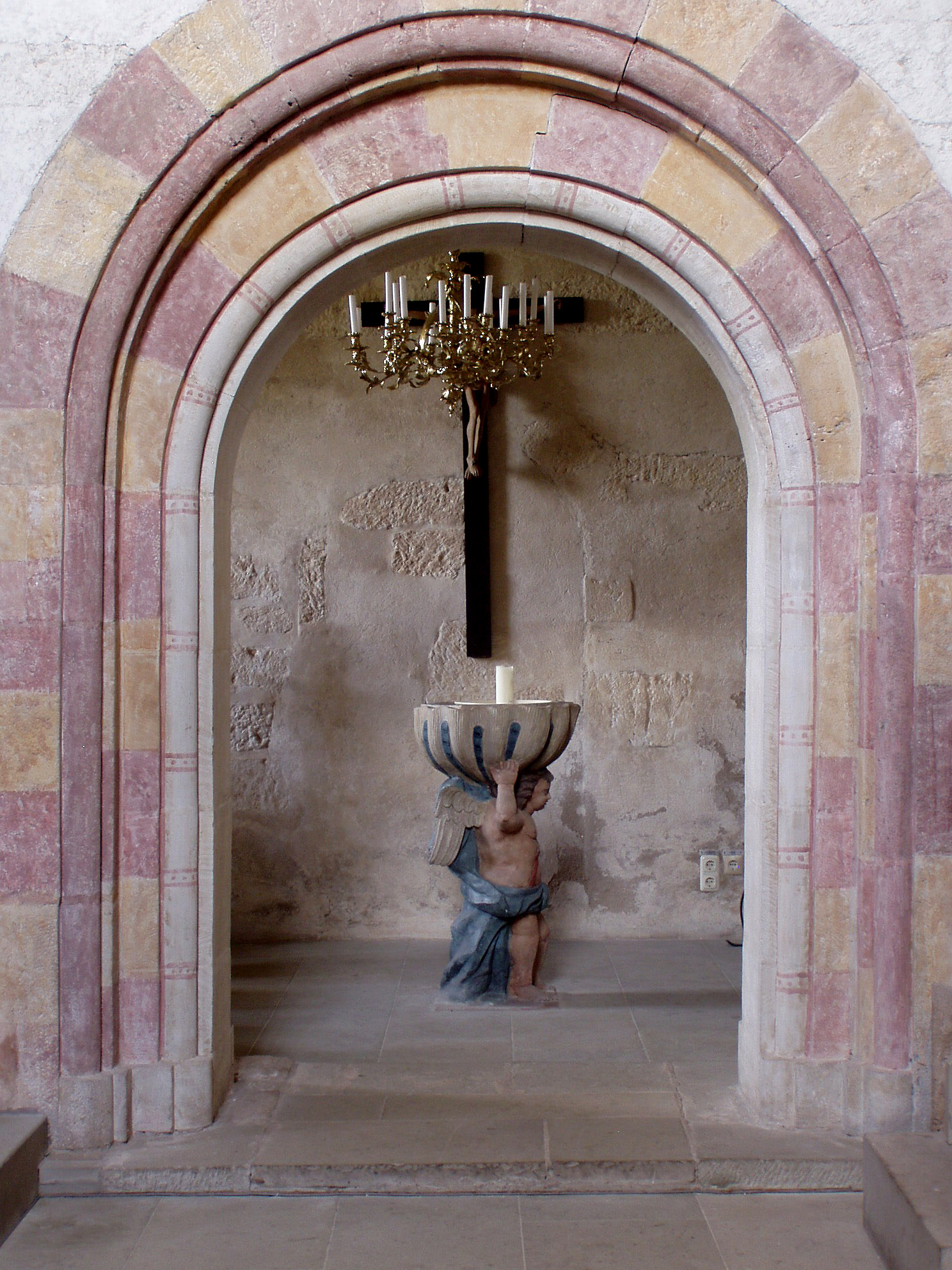
Romanischer Rundbogendurchgang zur Taufkapelle
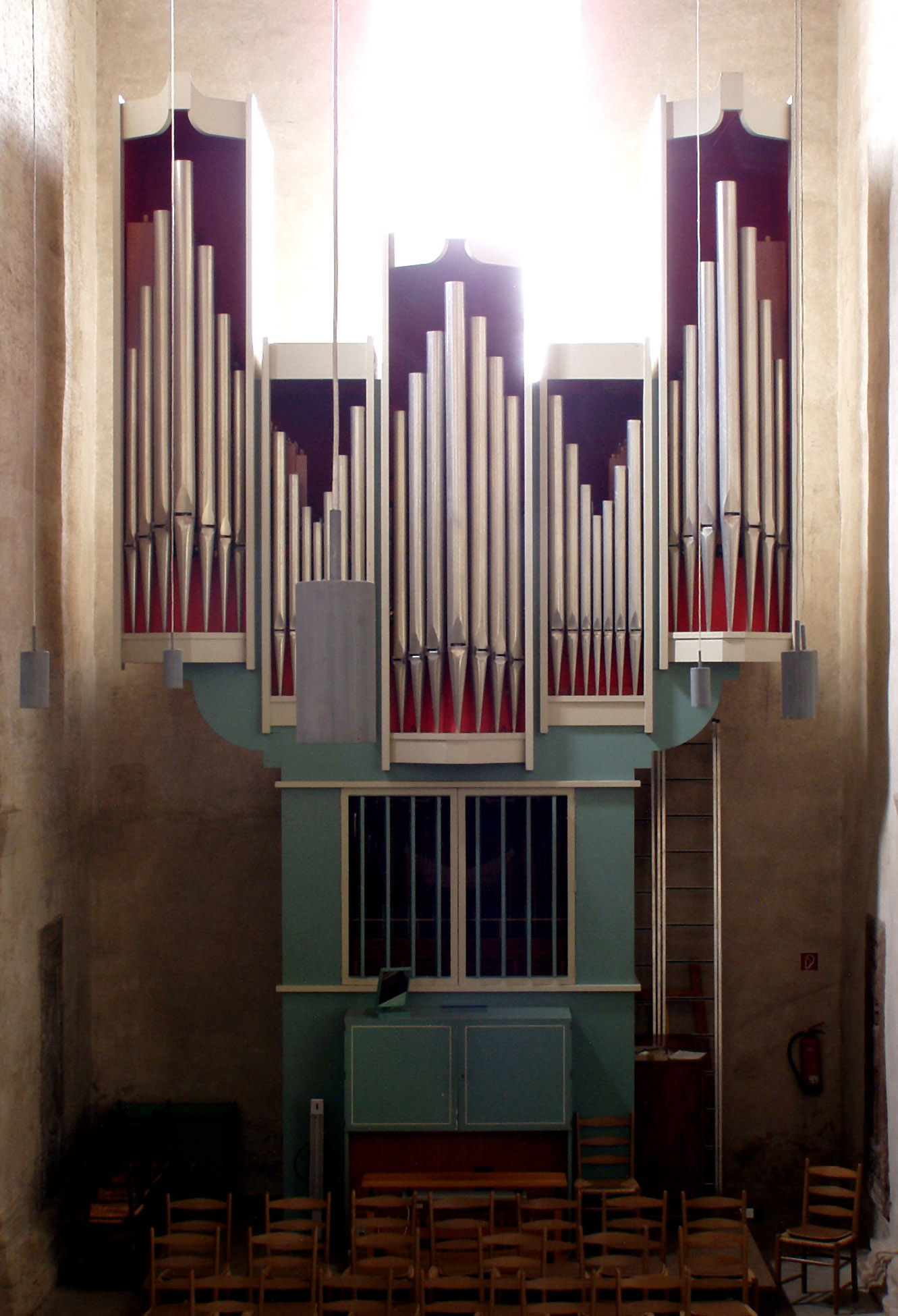
Die Orgel im nördlichen Kreuzarm des Münchsteinacher Münsters
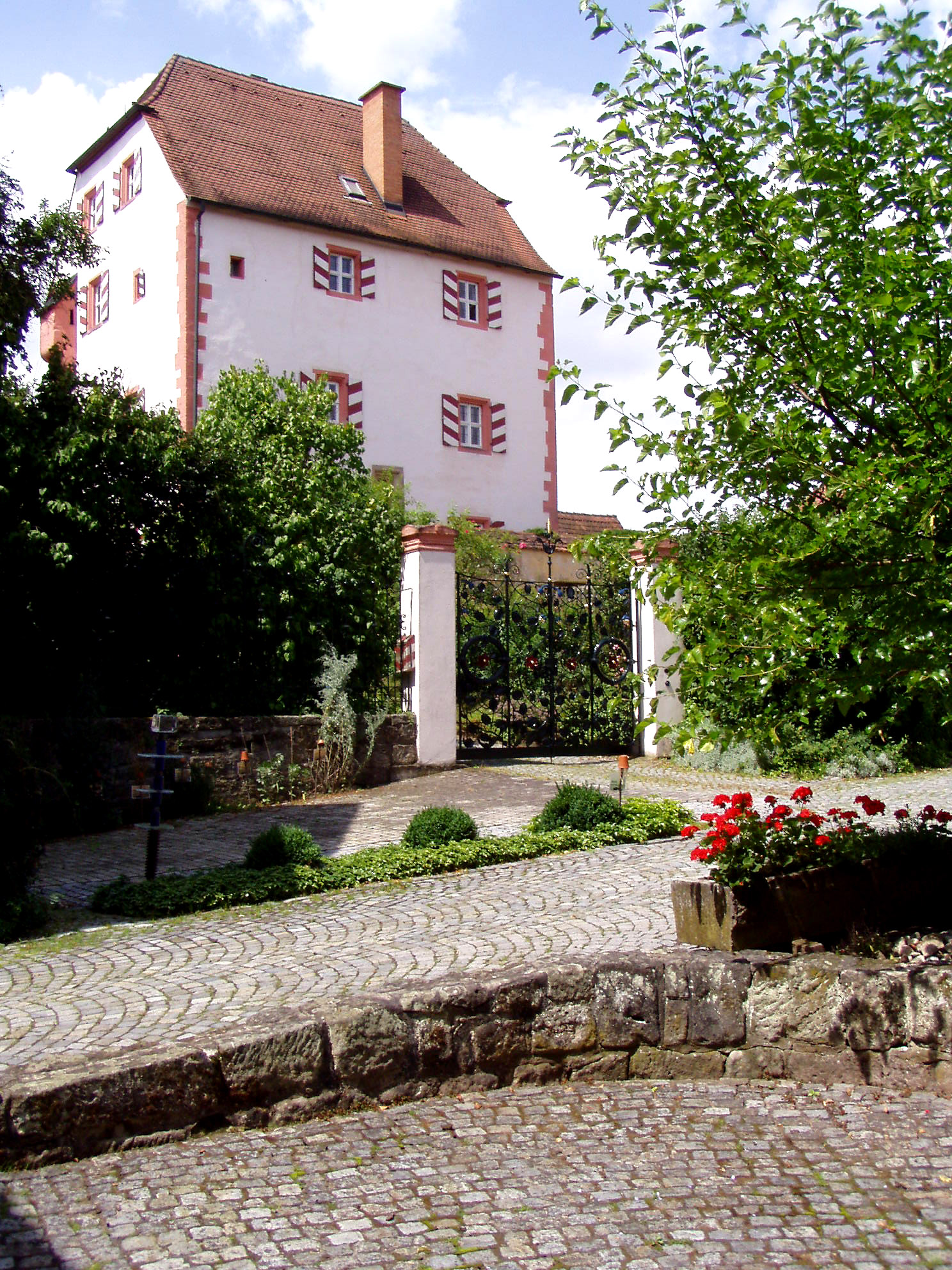
Das Abtsschlösschen im Klosterbezirk von Münchsteinach

Der letzte Abt des Klosters, Christoph von Hirschaid, ließ 1519/20 das ehemalige Abtsschlösschen auf dem Klostergelände errichten.
Es war einst das Amtsgebäude des Klosters und ist jetzt ein privates Wohnhaus.

### Sport- und Freizeit
- Oase der Sinne im Ortsteil Altershausen, seit 2005[42] mit „Keltenareal“[43]

## Wirtschaft und Infrastruktur

### Verkehr
Münchsteinach gehört zum Verkehrsverbund Großraum Nürnberg. Die Buslinien 145, 146 und 148 verbinden den Ort wochentags, im Sommer auch sonntags mit der etwa zehn Kilometer südlich gelegenen Kreisstadt Neustadt an der Aisch. Neustadt (Aisch) Bf. an der Bahnstrecke Fürth–Würzburg ist der nächstgelegene Bahnhof.
Die Staatsstraße 2259 führt an der Weihermühle vorbei nach Mittelsteinach (2,9 km nordwestlich) bzw. an Kleinsteinach vorbei nach Gutenstetten (3,6 km südöstlich). Die Kreisstraße NEA 14 führt an Neuebersbach vorbei zur Kreisstraße NEA 12 (3,3 km nordöstlich). Eine Gemeindeverbindungsstraße führt nach Mönchsberg zur Staatsstraße 2256 (2,3 km nordwestlich).

### Ansässige Unternehmen
- Brauerei Loscher KG (gegründet 1881[44]), Hersteller von Club-Mate, mit Brauereigasthof Krone
- ZFE GmbH, Ziegel-Fertigteil-Elemente, Hersteller von Vollziegel-Rollladenkästen, Ziegeldecken etc.
- Willner Bauunternehmung Baustoffe e. K.

## Persönlichkeiten
- Johannes Eppelein (1891–1965), Maler
- Günter Strack (1929–1999), Schauspieler, lebte und starb in der Gemeinde. Sein Grab befindet sich auf dem Gemeindefriedhof am Münchsteinacher Münster.

## Sonstiges
In Münchsteinach gibt es zwei Kirchweihburschenschaften. Nach zwei der ehemals drei Brauereien nennen sie sich die Loscher-Boschn und die Flory-Burschen (Flory war um 1930 auch eine Gastwirtschaft in Münchsteinach.). Der Posaunenchor in Münchsteinach besteht seit 1921.